# Trophée Banque Bpost 2015-2016
Navigation
2014-2015 2016-2017
Le Trophée Banque Bpost 2015-2016 est la 29e édition du Trophée Banque Bpost (anciennement Trophée Gazet van Antwerpen). Il est composé de huit manches pour les hommes élites, espoirs et pour les femmes, toutes ayant lieu en Belgique entre le 11 octobre 2015 et le 6 février 2016. Toutes les courses élites et femmes font partie du calendrier de la saison de cyclo-cross masculine et féminine 2015-2016. L'ensemble des résultats obtenus lors des courses des élites hommes et femmes ainsi que pour les espoirs donne lieu à un classement général au temps et non par points comme avant. Les juniors, quant à eux, n'ont pas de classement officiel.

## Hommes élites

### Résultats
| # | Date         | Lieu                          | Vainqueur      | Deuxième             | Troisième              | Leader du classement général |
| - | ------------ | ----------------------------- | -------------- | -------------------- | ---------------------- | ---------------------------- |
| 1 | 11 octobre   | Renaix (GP Mario De Clercq)   | Wout van Aert  | Kevin Pauwels        | Lars van der Haar      | Wout van Aert                |
| 2 | 1er novembre | Audenarde (Koppenbergcross)   | Wout van Aert  | Kevin Pauwels        | Lars van der Haar      | Wout van Aert                |
| 3 | 29 novembre  | Hamme-Zogge (Flandriencross)  | Wout van Aert  | Sven Nys             | Kevin Pauwels          | Wout van Aert                |
| 4 | 5 décembre   | Essen (GP Rouwmoer)           | Wout van Aert  | Sven Nys             | Michael Vanthourenhout | Wout van Aert                |
| 5 | 19 décembre  | Anvers (Scheldecross)         | Wout van Aert  | Mathieu van der Poel | Lars van der Haar      | Wout van Aert                |
| 6 | 29 décembre  | Loenhout (Azencross)          | Tom Meeusen    | Tim Merlier          | Wout van Aert          | Wout van Aert                |
| 7 | 1er janvier  | Baal (Grand Prix Sven Nys)    | Wout van Aert  | Sven Nys             | Toon Aerts             | Wout van Aert                |
| 8 | 6 février    | Saint-Nicolas (Waaslandcross) | Laurens Sweeck | Wout van Aert        | Sven Nys               | Wout van Aert                |

### Classement général
| Pos | Coureur                |    | Temps           |
| --- | ---------------------- | -- | --------------- |
| 1   | Wout van Aert          | en | 7 h 50 min 13 s |
| 2   | Kevin Pauwels          | +  | 8 min 43 s      |
| 3   | Sven Nys               |    | 9 min 32 s      |
| 4   | Lars van der Haar      |    | 11 min 49 s     |
| 5   | Laurens Sweeck         |    | 12 min 03 s     |
| 6   | Michael Vanthourenhout |    | 13 min 14 s     |
| 7   | Gianni Vermeersch      |    | 14 min 25 s     |
| 8   | Tim Merlier            |    | 15 min 22 s     |
| 9   | Tom Meeusen            |    | 15 min 50 s     |
| 10  | Julien Taramarcaz      |    | 18 min 04 s     |

## Femmes élites

### Résultats
| # | Date         | Lieu                          | Vainqueur          | Deuxième           | Troisième          | Leader du classement général |
| - | ------------ | ----------------------------- | ------------------ | ------------------ | ------------------ | ---------------------------- |
| 1 | 11 octobre   | Renaix (GP Mario De Clercq)   | Pavla Havlíková    | Jolien Verschueren | Nikki Harris       | Pavla Havlíková              |
| 2 | 1er novembre | Audenarde (Koppenbergcross)   | Jolien Verschueren | Désattribuée       | Nikki Harris       | Jolien Verschueren           |
| 3 | 29 novembre  | Hamme-Zogge (Flandriencross)  | Helen Wyman        | Sanne Cant         | Nikki Harris       | Jolien Verschueren           |
| 4 | 5 décembre   | Essen (GP Rouwmoer)           | Sanne Cant         | Thalita de Jong    | Jolien Verschueren | Jolien Verschueren           |
| 5 | 19 décembre  | Anvers (Scheldecross)         | Sanne Cant         | Helen Wyman        | Sophie de Boer     | Sanne Cant                   |
| 6 | 29 décembre  | Loenhout (Azencross)          | Sanne Cant         | Pavla Havlíková    | Ellen Van Loy      | Sanne Cant                   |
| 7 | 1er janvier  | Baal (Grand Prix Sven Nys)    | Sanne Cant         | Ellen Van Loy      | Helen Wyman        | Sanne Cant                   |
| 8 | 6 février    | Saint-Nicolas (Waaslandcross) | Thalita de Jong    | Nikki Harris       | Sanne Cant         | Sanne Cant                   |

### Classement général
| Pos | Coureuse           |    | Temps           |
| --- | ------------------ | -- | --------------- |
| 1   | Sanne Cant         | en | 5 h 53 min 10 s |
| 2   | Jolien Verschueren | +  | 4 min 11 s      |
| 3   | Helen Wyman        |    | 5 min 00 s      |
| 4   | Ellen Van Loy      |    | 9 min 26 s      |
| 5   | Pavla Havlíková    |    | 10 min 13 s     |
| 6   | Nikki Harris       |    | 11 min 46 s     |
| 7   | Sophie de Boer     |    | 18 min 22 s     |
| 8   | Loes Sels          |    | 18 min 28 s     |
| 9   | Maud Kaptheijns    |    | 19 min 55 s     |
| 10  | Thalita de Jong    |    | 22 min 14 s     |

## Hommes espoirs

### Résultats
| # | Date         | Lieu                          | Vainqueur       | Deuxième            | Troisième          | Leader du classement général |
| - | ------------ | ----------------------------- | --------------- | ------------------- | ------------------ | ---------------------------- |
| 1 | 11 octobre   | Renaix (GP Mario De Clercq)   | Eli Iserbyt     | Jonas Degroote      | Daan Hoeyberghs    | Eli Iserbyt                  |
| 2 | 1er novembre | Audenarde (Koppenbergcross)   | Quinten Hermans | Jonas Degroote      | Joris Nieuwenhuis  | Jonas Degroote               |
| 3 | 29 novembre  | Hamme-Zogge (Flandriencross)  | Eli Iserbyt     | Daan Soete          | Nicolas Cleppe     | Jonas Degroote               |
| 4 | 5 décembre   | Essen (GP Rouwmoer)           | Quinten Hermans | Nicolas Cleppe      | Yorben Van Tichelt | Jonas Degroote               |
| 5 | 19 décembre  | Anvers (Scheldecross)         | Quinten Hermans | Daan Hoeyberghs     | Yorben Van Tichelt | Daan Hoeyberghs              |
| 6 | 29 décembre  | Loenhout (Azencross)          | Daan Hoeyberghs | Quinten Hermans     | Daan Soete         | Daan Hoeyberghs              |
| 7 | 1er janvier  | Baal (Grand Prix Sven Nys)    | Quinten Hermans | Thijs Aerts         | Nicolas Cleppe     | Quinten Hermans              |
| 8 | 6 février    | Saint-Nicolas (Waaslandcross) | Daan Soete      | Berne Vankeirsbilck | Nicolas Cleppe     | Quinten Hermans              |

### Classement général
| Pos | Coureur            |    | Temps           |
| --- | ------------------ | -- | --------------- |
| 1   | Quinten Hermans    | en | 6 h 54 min 44 s |
| 2   | Daan Hoeyberghs    | +  | 2 min 06 s      |
| 3   | Nicolas Cleppe     |    | 2 min 57 s      |
| 4   | Yorben Van Tichelt |    | 4 min 55 s      |
| 5   | Braam Merlier      |    | 6 min 42 s      |
| 6   | Thijs Aerts        |    | 6 min 58 s      |
| 7   | Adam Toupalik      |    | 12 min 28 s     |
| 8   | Yannick Peeters    |    | 13 min 37 s     |
| 9   | Jonas Degroote     |    | 15 min 42 s     |
| 10  | Daan Soete         |    | 15 min 46 s     |

## Hommes juniors

### Résultats
| # | Date         | Lieu                          | Vainqueur          | Deuxième           | Troisième         |
| - | ------------ | ----------------------------- | ------------------ | ------------------ | ----------------- |
| 1 | 11 octobre   | Renaix (GP Mario De Clercq)   | Jens Dekker        | Jappe Jaspers      | Seppe Rombouts    |
| 2 | 1er novembre | Audenarde (Koppenbergcross)   | Seppe Rombouts     | Thijs Wolsink      | Clément Levallois |
| 3 | 29 novembre  | Hamme-Zogge (Flandriencross)  | Florian Vermeersch | Jappe Jaspers      | Alex Colman       |
| 4 | 5 décembre   | Essen (GP Rouwmoer)           | Thijs Wolsink      | Jari De Clercq     | Toon Vandebosch   |
| 5 | 19 décembre  | Anvers (Scheldecross)         | Reno Bauters       | Tijl Pauwels       | Jente Tielemans   |
| 6 | 29 décembre  | Loenhout (Azencross)          | Thijs Wolsink      | Spencer Petrov     | Jari De Clercq    |
| 7 | 1er janvier  | Baal (Grand Prix Sven Nys)    | Seppe Rombouts     | Tijl Pauwels       | Arno Debeir       |
| 8 | 6 février    | Saint-Nicolas (Waaslandcross) | Jens Dekker        | Florian Vermeersch | Reno Bauters      |